# Yahoo!モバイル
Yahoo!モバイル（ヤフーモバイル）はYahoo! JAPANの携帯電話向けのウェブサイトである。日本以外のYahoo!でも、「Yahoo! Mobile」の名称で同様のサービスがあった。
Yahoo! Japan IDを持っていればメールなどの個人ツール及びオークション、ショッピングなどYahoo! Japan IDの必要なサービスに携帯電話からログインが可能（携帯電話からもIDは登録可能）。また、モバイルだけのサービスとして各キャリア向けアプリケーション（iアプリ、EZアプリ、S!アプリ）である「Yahoo!メールアプリ」や「Yahoo!メッセンジャーアプリ」、「Yahoo!mocca」がダウンロードすることが出来た。

## 利用可能キャリア
- SoftBank（Yahoo!ケータイ）
公式ポータルサイトとしてY!ボタン（ボーダフォン携帯電話はスピーチマーク）を押すだけでアクセスできる。公式サービス名はYahoo!ケータイ。
Yahoo!メール、メッセンジャーをS!アプリ「Yahoo!mocoa」から利用できる（ただし、ボーダフォン・Jフォンブランド時代の旧機種の大多数は、Yahoo!メールをS!アプリ「Yahoo!メールアプリ」、メッセンジャーをS!アプリ「Yahoo!メッセンジャーアプリ」からの利用となる）
- NTTドコモ（iモード）
Yahoo!メールをiアプリ「Yahoo!メールアプリ」、メッセンジャーをiアプリ「Yahoo!メッセンジャーアプリ」から利用できる。
- au（EZweb）
EZwebトップメニューからアクセス可能。
Yahoo!メールをEZアプリ「Yahoo!メールアプリ」、メッセンジャーをEZアプリ「Yahoo!メッセンジャーアプリ」から利用できる。

## サービス
- 検索
  - Yahoo!検索

- 買う
  - Yahoo!オークション
  - Yahoo!コンテンツストア（終了）
  - Yahoo!ショッピング
  - Yahoo!トラベル
  - Yahoo!かんたん決済
  - Yahoo!プレミアム
  - Yahoo!携帯ショップ（ソフトバンクのみ）
  - Yahoo!ビジネストラベル

- 知る
  - Yahoo!ニュース
  - Yahoo!ファイナンス
  - Yahoo!みんなの政治
  - Yahoo!天気情報
  - Yahoo!スポーツ

- 楽しむ
  - Yahoo!きっず
  - Yahoo!ゲーム
  - Yahoo!デコレーション
  - Yahoo!占い
  - Yahoo!テレビ
  - Yahoo!ムービー
  - Yahoo!着メロ
  - Yahoo!懸賞
  - Yahoo!ビデオキャスト

- 調べる
  - Yahoo!知恵袋
  - Yahoo!辞書
  - Yahoo!翻訳
  - Yahoo!道路交通情報
  - Yahoo!地図情報
  - Yahoo!エリア検索
  - Yahoo!路線情報
  - Yahoo!地域情報
  - Yahoo!電話帳
  - Yahoo!画像検索
  - Yahoo!地域情報
  - Yahoo!ディレクトリ検索

- 暮らす
  - Yahoo!みんなの検定
  - Yahoo!リクナビ-転職エージェント
  - Yahoo!リクナビ-フロム・エーナビ
  - Yahoo!リクナビ-リクナビ20xx
  - Yahoo!リクナビ-ショットワークス
  - Yahoo!リクナビ-リクナビ派遣
  - Yahoo!不動産
  - Yahoo! BEAUTY
  - Yahoo!グルメ-飲食店情報
  - Yahoo!レシピ
  - Yahoo!出前
  - Yahoo!自動車・バイク
  - Yahoo!病院・療養所検索
  - Yahoo!クーポン
  - Yahoo!パートナー
  - Yahoo!ステップアップ
  - Yahoo!災害情報

- 集まる
  - Yahoo! Days
  - Yahoo!掲示板
  - Yahoo!フォト
  - Yahoo!メルマガ
  - Yahoo!メッセンジャー
  - Yahoo!アバター
  - Yahoo!グループ
  - Yahoo!プロフィール
  - Yahoo!ジオシティーズ
  - Yahoo!グリーティング